# Jay Ellis

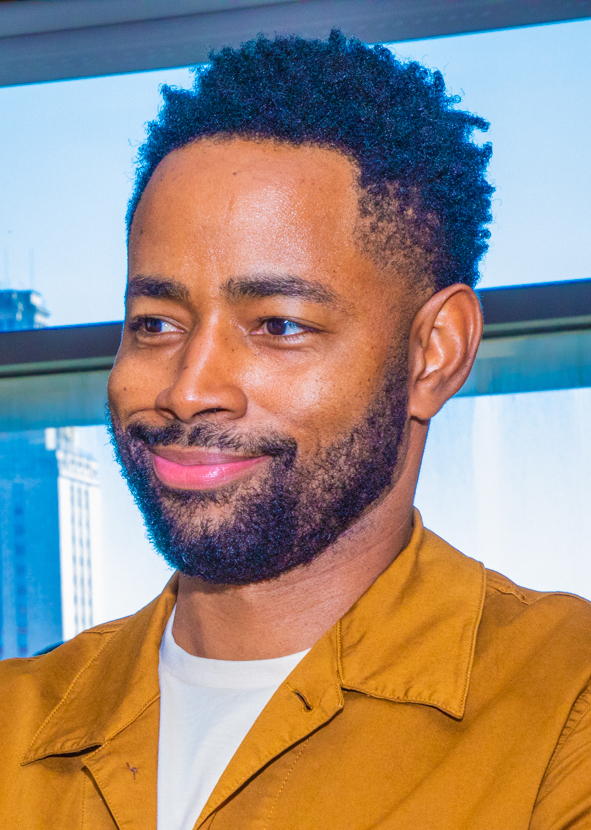
Jay Ellis (2022)

Wendell „Jay“ Ellis Jr. (* 27. Dezember 1981 in Sumter) ist ein US-amerikanischer Schauspieler.

## Leben
Ellis zog während seiner Kindheit häufig um, bedingt durch die militärische Tätigkeit seines Vaters. Er besuchte in 13 Schuljahren 12 verschiedene Schulen. Seinen Abschluss machte er an der Concordia University in Portland. Sein Schaffen als Schauspieler umfasst mehr als 40 Film- und Fernsehproduktionen. An einigen Produktionen war er als Executive Producer beteiligt.

## Filmographie (Auswahl)
Filme
- 2010: Triple Standard
- 2011: Hatched: A Tale of Great Egg-spectations
- 2011: Let’s Do This!
- 2012: Election Eve
- 2013: Movie 43
- 2013: Dear Secret Santa
- 2014: Mass Shooting News Team
- 2014: The Black Bachelor
- 2015: My Favorite Five
- 2015: November Rule
- 2015: Breaking Through
- 2015: Twelve Steps
- 2016: Like Cotton Twines
- 2016: Shortwave
- 2018: In a Relationship
- 2019: Escape Room
- 2020: Black Box (Executive Producer)
- 2022: Top Gun: Maverick
- 2023: Jemand, den ich mal kannte (Somebody I Used to Know)
- 2024: Freaky Tales
- 2024: The Gutter

Serien
- 2005: Invasion (Watershed)
- 2005: Related (Hang in There, Baby)
- 2010: Reich und Schön (The Bold and the Beautiful,#1.5922)
- 2011: Grey’s Anatomy (Weiße Hochzeit)
- 2011: Navy CIS (NCIS, Für immer jung)
- 2012: How I Met Your Mother (Gutes neues Jahr)
- 2012: Hart of Dixie (Hoher Besuch)
- 2012: iCarly (Freunde für Spencer)
- 2012: Crash & Bernstein (Coach Crash)
- 2013–2015: The Game (45 Folgen)
- 2013: Navy CIS: L.A. (NCIS: Los Angeles, Zyanid)
- 2014: Masters of Sex (Giganten)
- 2016: Grace and Frankie (Die Anchor-Bar)
- 2016–2018: Insecure (17 Folgen)
- 2020: Mrs. America (Miniserie)

## Auszeichnungen
Black Reel Award
- 2017: Nominierung als Bester Serien-Nebendarsteller – Comedy (Insecure)[4]

NAACP Image Award
- 2018: Auszeichnung als Bester Serien-Nebendarsteller – Comedy (Insecure)[5]